# Стерлитамак
Стерлитамак (на башкирски: Стәрлетамаҡ) е град в Русия, Република Башкирия. Населението му към 1 януари 2018 г. е 279 626 души, с което се нарежда на 2-ро място в Башкирия.
Крупен център на химическата промишленост и машиностроенето, център на Стерлитамаката полицентрична агломерация.